# Chrysopodes parishi
Chrysopodes parishi is een insect uit de familie van de gaasvliegen (Chrysopidae), die tot de orde netvleugeligen (Neuroptera) behoort. 
Chrysopodes parishi is voor het eerst wetenschappelijk beschreven door Banks in 1913.